# مطار بينغتونغ
مطار بينغتونغ (إياتا: PIF، إيكاو: RCSQ)(بالصينية: 屏東機場) هو مطار يقع في مدينة بينغتونغ في تايوان. المطار حاليًا قاعدة للجناح التكتيكي السادس للقوات الجوية لجمهورية الصين، وكان يقدم رحلات تجارية سابقًا توقفت الرحلات التجارية في أغسطس 2011.